# Champagney (Doubs)
Champagney település Franciaországban, Doubs megyében. Lakosainak száma 271 fő (2022. január 1.). Champagney Noironte, Mazerolles-le-Salin és Chemaudin et Vaux községekkel határos.

## Népesség
A település népességének változása:
| Lakosok száma | 83   | 200  | 228  | 258  | 260  | 275  | 286  | 279  | 277  | 271  |
|               | 1968 | 1982 | 1990 | 2006 | 2013 | 2015 | 2017 | 2019 | 2020 | 2022 |